# László Polgár (Pädagoge)

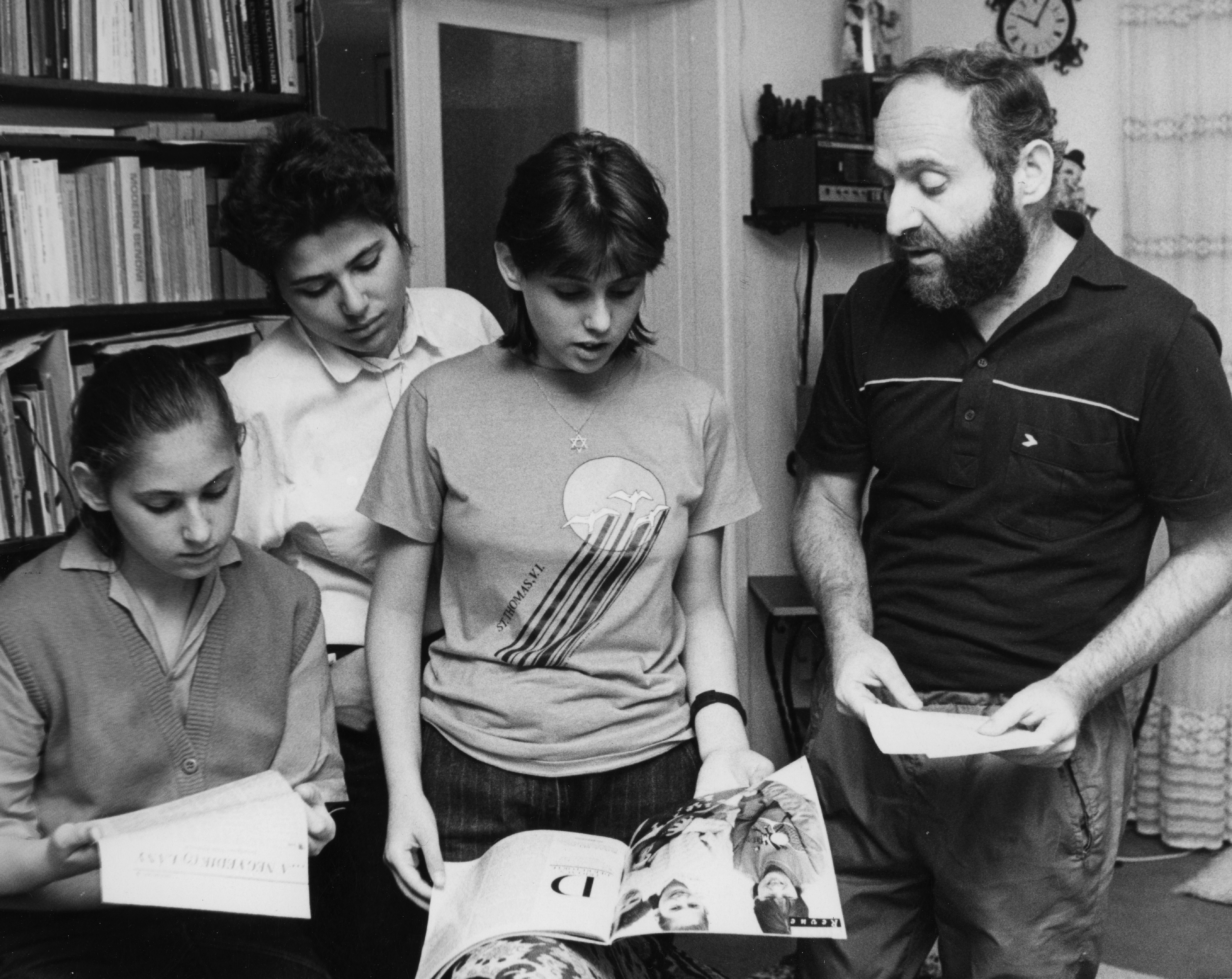
László Polgár mit seinen drei Töchtern (1989)

László Polgár [ˈlaːsloː ˈpolgaːr] (* 11. Mai 1946 in Gyöngyös) ist ein ungarischer Pädagoge und Vater der bekannten Schachspielerinnen Zsuzsa, Zsófia und Judit Polgár.

## Leben
László Polgár entstammt einer jüdisch-ungarischen Familie. Sein Vater Ármin Protyovin war im ungarischen Arbeitsdienst und seine Mutter Bella war KZ-Überlebende. Seine Großeltern wurden im KZ Auschwitz ermordet. László wurde religiös erzogen und wollte ursprünglich Rabbiner werden. Seine Mutter emigrierte 1956 mit Lászlós jüngerer Schwester in den Westen, während er bei seinem Vater blieb und das jüdische Gymnasium in Budapest absolvierte. Danach arbeitete er zunächst als Schweißer und belegte Abendkurse in Pädagogik, Psychologie und Esperanto. Anschließend arbeitete er an einer Mittelschule als Lehrer für Zeichnen und Ethik. Seine Frau Klára Alberger, geboren 1946 in Wylok in der Oblast Transkarpatien, lernte er über eine Brieffreundschaft kennen. Sie trafen sich erstmals 1965 in Budapest, am 20. April 1967 heirateten sie. Am 19. April 1969 kam ihre erste Tochter Zsuzsa zur Welt. Zsófia wurde 1974, Judit 1976 geboren.

## Pädagogik
Polgárs Theorie lautet, dass Begabungen nicht angeboren sind, sondern  anerzogen werden können. Beeinflusst wurde er dabei durch die Schriften des amerikanischen Psychologen John B. Watson. Polgár befasste sich auch mit den Biographien bekannter Genies wie Wolfgang Amadeus Mozart und Carl Friedrich Gauß. Seine Schlussfolgerung daraus lautete, dass Kinder schon sehr früh zu außergewöhnlichen Leistungen fähig sind, wenn sie systematisch und intensiv gefördert werden. Um dies praktisch nachzuweisen, widmeten seine Frau und er sich völlig der Erziehung der drei Töchter, die sie ausschließlich zu Hause unterrichteten. Nach mehrmonatigem Briefwechsel mit dem zuständigen Ministerium erhielten sie dafür eine Ausnahmegenehmigung. Das Schachspiel wählte Polgár als Trainingsgegenstand, weil dort erzielte Leistungen anhand von Turnierergebnissen gut messbar sind. Alle drei Töchter wurden in der Tat sehr starke Spielerinnen, zwei gehören zu den besten Schachspielerinnen aller Zeiten. Er war der Auffassung, dass man sich, um Höchstleistungen erreichen zu können, stets mit den Besten messen müsse. Daher ließ er seine Töchter überwiegend in Männerturnieren spielen, was vom Ungarischen Schachverband zunächst nicht gern gesehen wurde.
Von Polgárs didaktischen Erkenntnissen profitierte auch Péter Lékó. Dessen Trainer Gáspár Máthé war oft Gast bei den Polgárs und passte beim Training von Lékó die Methoden László Polgárs nur geringfügig an.
Er verfasste mehrere Bücher: In Chess (1994), Middlegames (1998) und Endgames (1999) finden sich jeweils mehrere tausend Aufgaben, die im Schachtraining verwendet werden können. In Reform-Chess (1997) stellt er Schachvarianten auf verkleinerten Schachbrettern (8 mal 6, 6 mal 8, 9 mal 6, 5 mal 8 Felder) vor. In dem nur in ungarischer Sprache erschienenen Buch Salom Haver (2004) beschreibt er jüdische Schachspieler aus Ungarn.
Im Jahr 2013 verfasste er ein Buch in ungarischer Sprache mit 443 Seiten Umfang über den Tischtennisspieler Victor Barna aus Ungarn, der 23 mal Tischtennisweltmeister wurde: BARNA VIKTOR Pályafutásom.

## Werke
- Nevelj zsenit!, 1989, ISBN 9789630199766.
- Chess, 1994, ISBN 3-89508-029-2.
- Middlegames, 1998, ISBN 3-89508-683-5.
- Endgames, 1999, ISBN 3-8290-0507-5.
- Reform-Chess, 1997, ISBN 3-89508-226-0.
- Salom Haver, 2004, ISBN 963-214-570-4.
- Barna Viktor Pályafutásom, 2013, ISBN 978-963-9807-79-2.